# Bhojpur
27° 10′ N, 87° 03′ L
Bhojpur é uma cidade do Nepal localizado no leste do país, tendo no censo de 1991 uma população de 5800 habitantes.
A cidade é a terra natal Bidhya Devi Bhandari, política e segunda presidente do país, tendo o inicio do mandato em outubro de 2015.